# Stazione di Castel Lagopesole
Stazione di Castel Lagopesole vasútállomás Olaszországban, Avigliano település Castel Lagopesole frazionéjában.

## Vasútvonalak
Az állomást az alábbi vasútvonalak érintik:
- Foggia-Potenza-vasútvonal

## Kapcsolódó állomások
A vasútállomáshoz az alábbi állomások vannak a legközelebb:
- Stazione di Possidente
- Stazione di Filiano